# 森吉號列車
森吉（日语： Moriyoshi */?）號列車是由秋田內陸縱貫鐵道營運的急行列車。

## 概要
列車名稱取自沿線的森吉山。在1989年4月秋田內陸線全線開通起開始營運，每日設有2個往返班次，該列車成為線內快捷列車的代表。
此列車與秩父鐵道的「秩父路」共同成為最後的定期急行列車需要支付特別費用。

## 運行概況
在2005年12月起，每日設有下行1班和上行2班「森吉」（鷹巢站至角館站之間1個往返班次，以及下行1班從阿仁合站前往角館站）。急行費用會接乘車距離長短而收取不同的費用，50km以內為160日圓，51km以上為320日圓（截至2021年）。

### 停車站
資料截至2022年3月12日
鷹巢站 - 繩文小田站 - 合川站 - 米內澤站 - 阿仁前田溫泉站 - 阿仁合站 - 比立內站 - 阿仁又鬼站 - 上檜木內站 - 松葉站 - 西明寺站 - 角館站
- 1號只有單程班次，從阿仁合站前往角館站。
- 在毎年春天「豬牙花群生之鄉」開園時，列車會臨時停靠八津站。

## 使用車輛
當初在開始行走時，「森吉」只使用專用列車AN-8900形，後來由於削減經費的關係，便不再設有專用車輛。隨後隨著推出觀光車輛，截至2021年，「森吉」可使用所有秋田內陸縱貫鐵道的客運車輛。
AN-8800形柴油列車
在2012年起開始使用該車輛。在後述的「笑EMI」登場後，變為只於平日班次才使用該車輛。車廂內雖然沒有特別塗裝，但是仍然需要支付急行費用。
在2022年4月起，AN-8808車輛改造為觀光列車「秋田又鬼號」，使該車輛逢第1、2、4、5個星期六行走「森吉」。
AN-8900形柴油列車
在當初開始運行時已經開始使用。在2012年3月時間表修正中，為了削減經費而一度暫停使用該車輛。
在2020年2月1日起，AN-8905車輛改裝為觀光列車「笑EMI」，並開始使用該車輛行走「森吉」。
在2022年4月起，AN-8905車輛逢第1、2、4、5個星期日行走「森吉」。
AN-2000形柴油列車
在2021年2月起，AN-2001車輛改裝為觀光列車「秋田繩文號」，並開始使用該車輛行走「森吉」。
在2022年4月起，AN-2001車輛逢第3個星期六與日與普通車輛連結行走「森吉」。

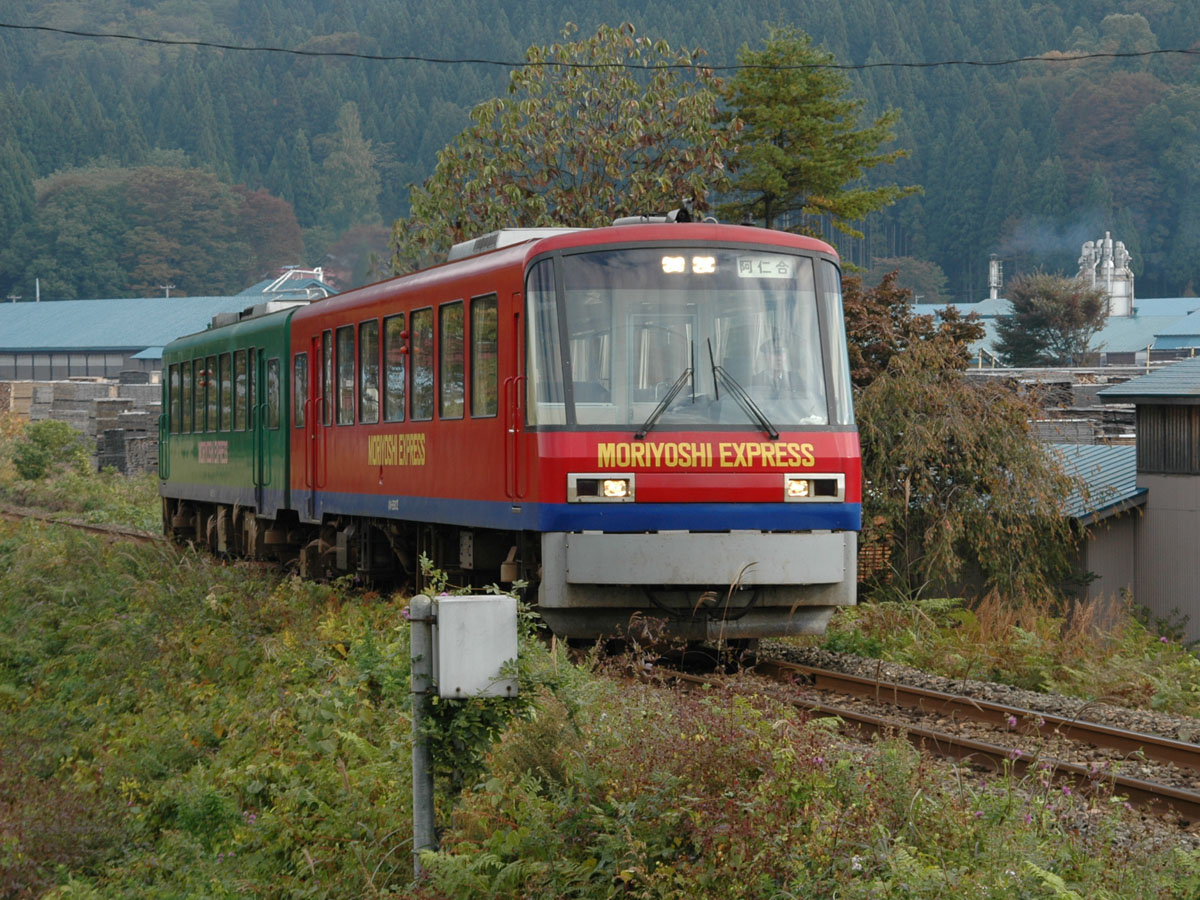
AN-8900形時代的「森吉」
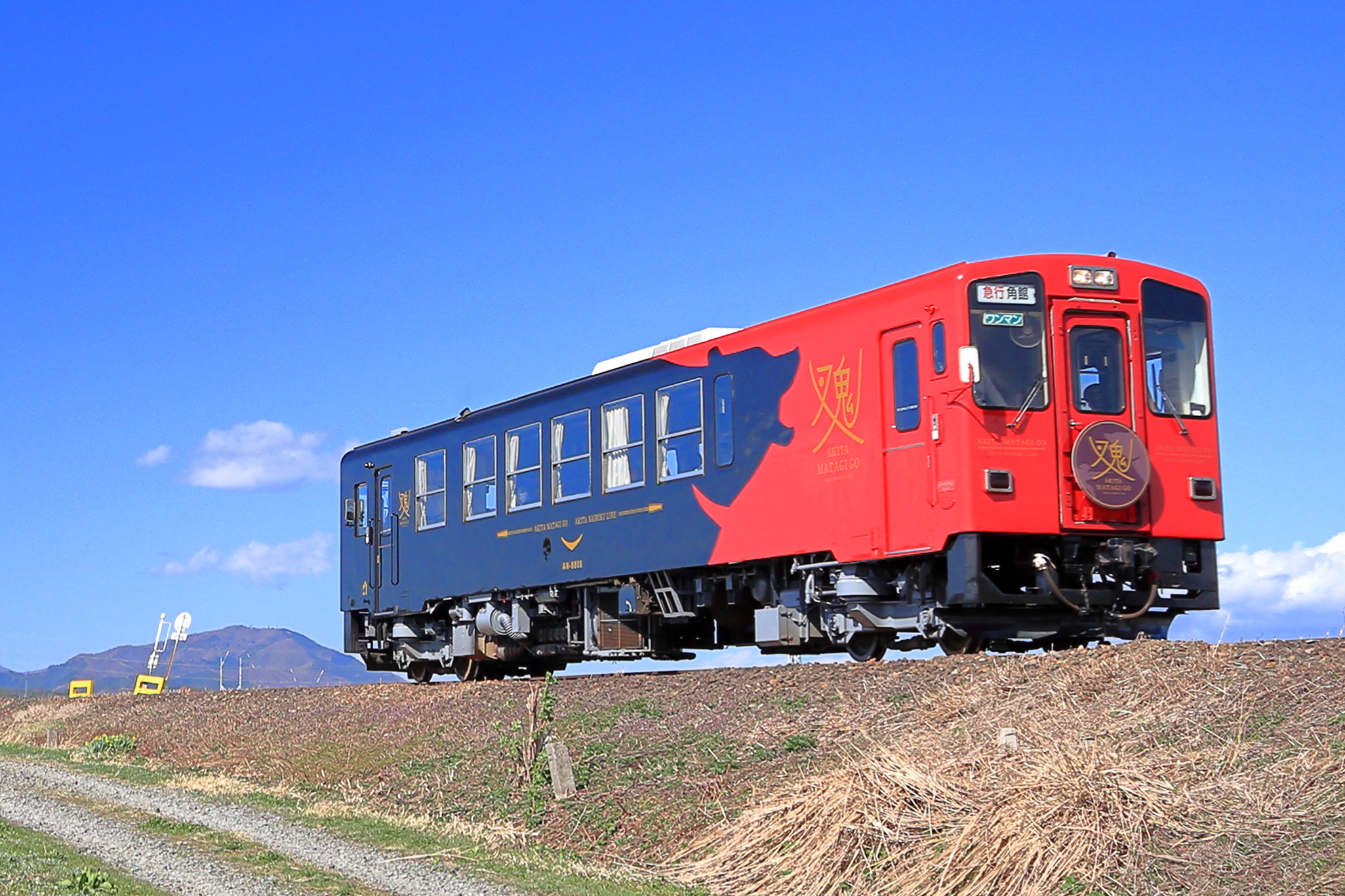
秋田マタギ号
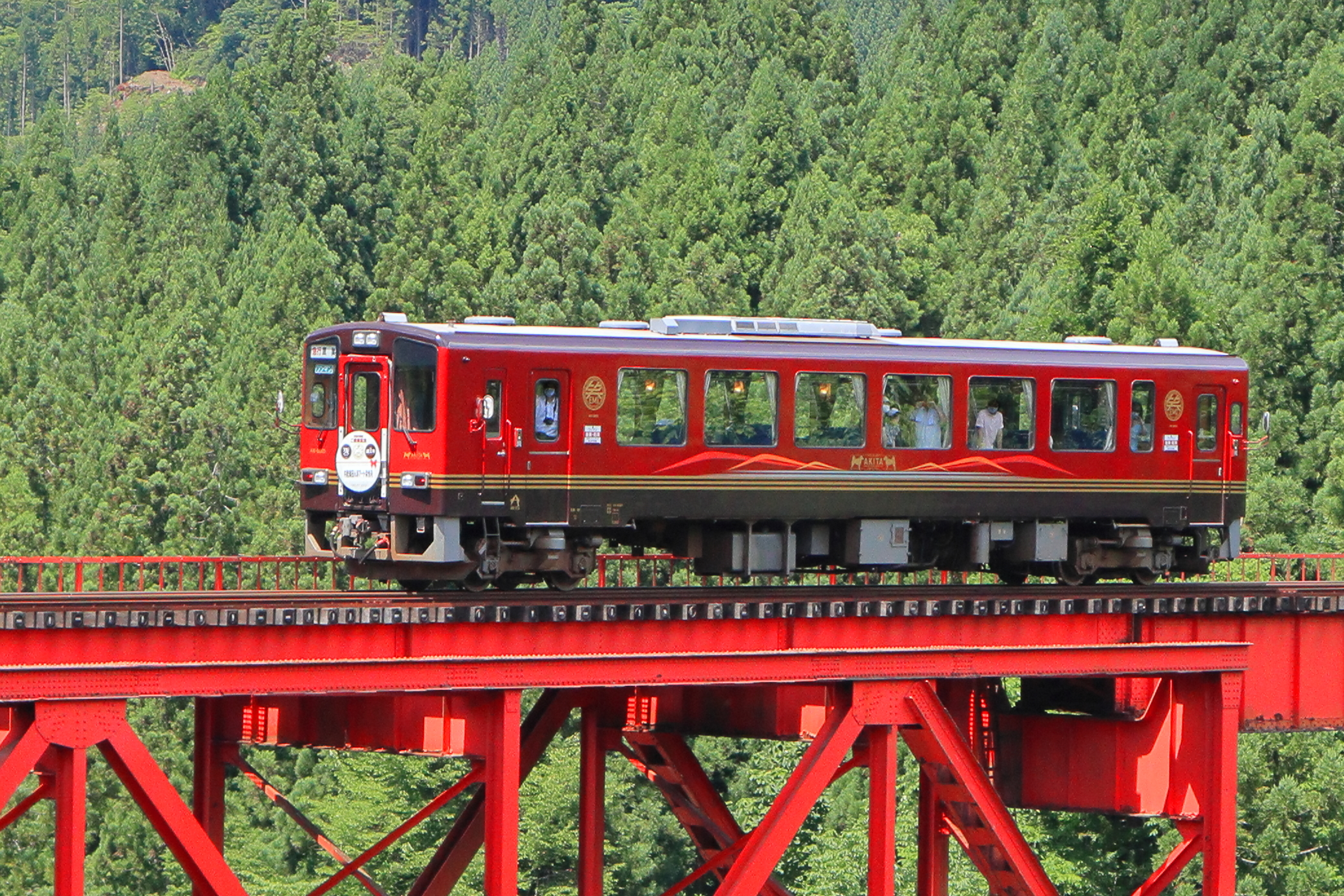
笑EMI
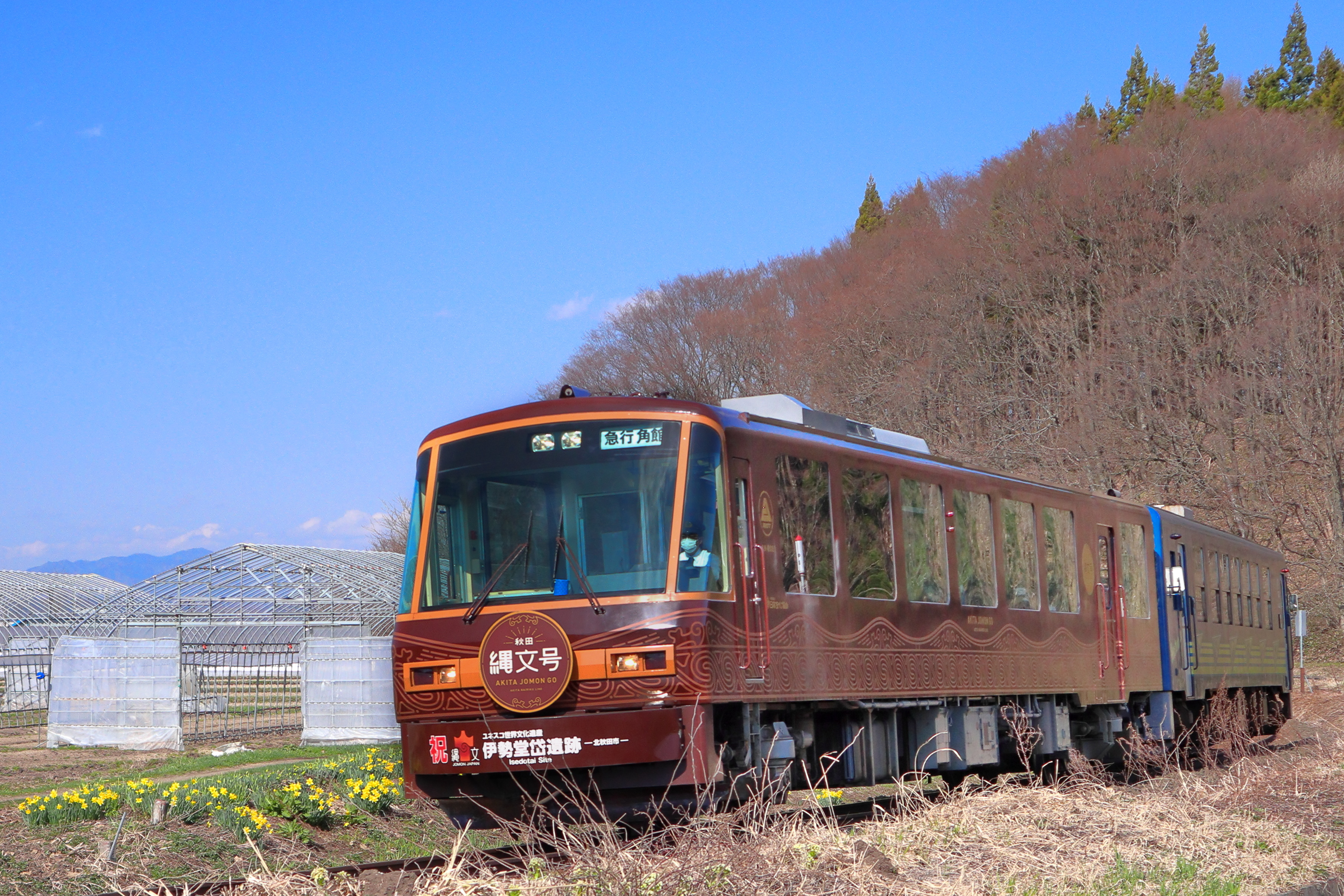
秋田繩文號

## 歷史
- 1989年（平成元年）4月1日：隨著秋田內陸線全線開通，開設行走於鷹巢站至角館站之間的「森吉」，共有2個往返班次。
- 1999年（平成11年）12月4日：上行1班（4號）縮短至行走於角館站至阿仁合站之間。
- 2001年（平成13年）12月1日：1個往返班次（3、4號）除廢除。
- 2005年（平成17年）12月10日：增加下行1班（3號），從鷹巢站前往角館站。
- 2007年（平成19年）3月18日：「森吉」加停西明寺站。下行1班（1號）縮短至行走於阿仁合站至角館站之間。
- 2012年（平成24年）3月17日：除了繁忙時期外，「森吉」改用AN-8800形柴油列車（日语：秋田内陸縦貫鉄道AN-8800形気動車）1卡編成。「森吉」加停上檜木內站。
- 2020年（令和2年）
  - 2月1日：逢星期六及假日，「森吉」使用AN-8905形柴油列車（日语：秋田内陸縦貫鉄道AN-8900形気動車），該車輛被改裝為觀光車輛「笑EMI」[2]。
  - 3月14日：「森吉」加停繩文小田站[4]。
- 2021年（令和3年）2月13日：毎月逢第2個星期六，「森吉」使用「笑EMI」和由AN-2001形柴油列車（日语：秋田内陸縦貫鉄道AN-2000形気動車）改裝的觀光車輛「秋田繩文號」，以2卡編成行走[3]。
- 2022年（令和4年）4月2日：毎月逢第1、2、4、5個星期六會開始使用AN8808號車改裝的觀光車輛「秋田又鬼號」。「笑EMI」改於逢第1、2、4、5個星期日行走，「秋田繩文號」改於逢第3個星期六與日行走[1]。

## 注腳
1. 1 2 3 4  . トピックス. 秋田內陸縱貫鐵道. 2022年4月6日  [2022-04-08]. （原始内容存档于2023-03-21） （日语）.
2. 1 2  笑顔を乗せて走ってほしい…秋田内陸線の新観光列車『笑EMI』　2月1日から運行 （页面存档备份，存于）（日語） - Response，2020年1月10日
3. 1 2  . 毎日新聞. 2021-02-12  [2021-02-19]. （原始内容存档于2021-02-13） （日语）.
4. ↑  秋田内陸縦貫鉄道と富山ライトレールで駅名改称…名古屋市営地下鉄では4駅の改称を検討 （页面存档备份，存于）（日語） - Response，2020年2月17日